# David Goodfield
Pour les articles homonymes, voir Goodfield.
David Goodfield est un joueur de hockey sur gazon britannique évoluant au poste de milieu de terrain au Surbiton HC et avec les équipes nationales anglaise et britannique,,.

## Biographie
David est né le 15 juin 1993 à Shrewsbury en Angleterre.

## Carrière
Il a débuté en équipe nationale première en 2017 contre l'Afrique du Sud au Cap lors du Cape Town Summer Series II 2017.

## Palmarès
- : 3e aux Jeux du Commonwealth en 2018
- : 3e aux Jeux du Commonwealth en 2022